# Cimetière militaire allemand d'Achiet-le-Petit
Le  « cimetière militaire allemand d'Achiet-le-Petit » (Deutscher Soldatenfriedhof Achiet-le-Petit) est un  cimetière militaire de la Première Guerre mondiale situé sur le territoire de la commune d'Achiet-le-Petit, Pas-de-Calais .

## Localisation
Ce cimetière jouxte le cimetière communal, à l'est du village, rue du Cimetière.

## Historique
Occupé dès la fin août 1914 par les troupes allemandes, Achiet  est resté dans la zone des combats tout au long de la guerre. En mars 1917, le secteur a été pris par les troupes britanniques, puis est de nouveau passé aux mains des Allemands jusqu'à sa libération définitive en septembre 1918 par les troupes britanniques. Ce cimetière militaire a été créé à l'automne 1914 pour inhumer les corps de soldats allemands tombés lors des combats. En 1924, les autorités françaises y ont regroupé 300 corps qui avaient été inhumés provisoirement dans de nombreux endroits des environs
À partir de 1927, sur la base d'un accord conclu en 1926 avec les autorités militaires françaises, de nombreux arbres  ont été plantés.
En 1978, le Volksbund Deutsche Kriegsgräberfürsorge  a procédé à la conception définitive du cimetière et au remplacement des anciennes croix de bois provisoires par des croix en métal comportant les noms et dates de ceux qui reposent ici.

## Caractéristique
Ce cimetière est agrémenté de nombreux arbres. Il comporte les tombes de 1 314 soldats allemands.

## Galerie

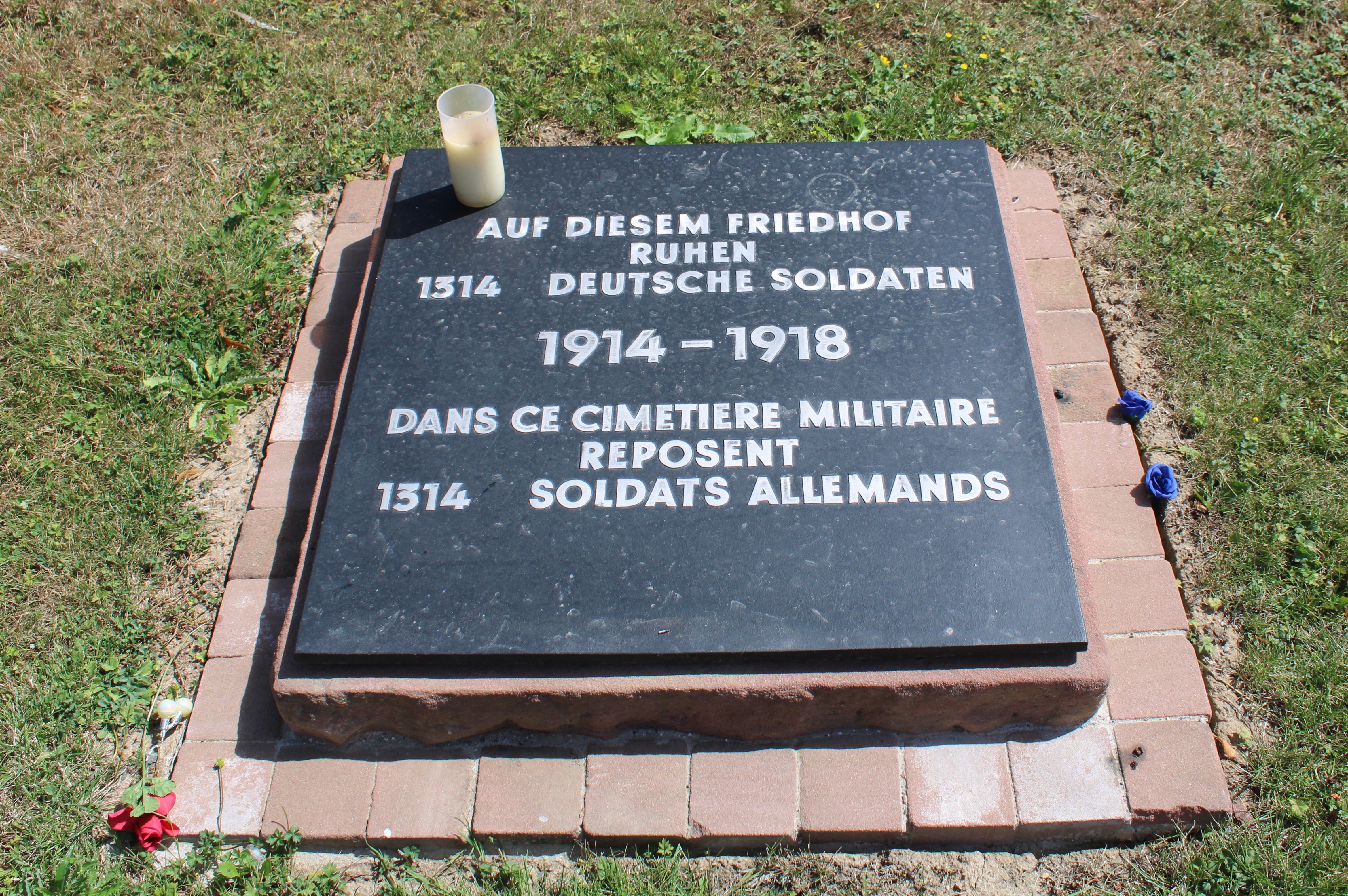
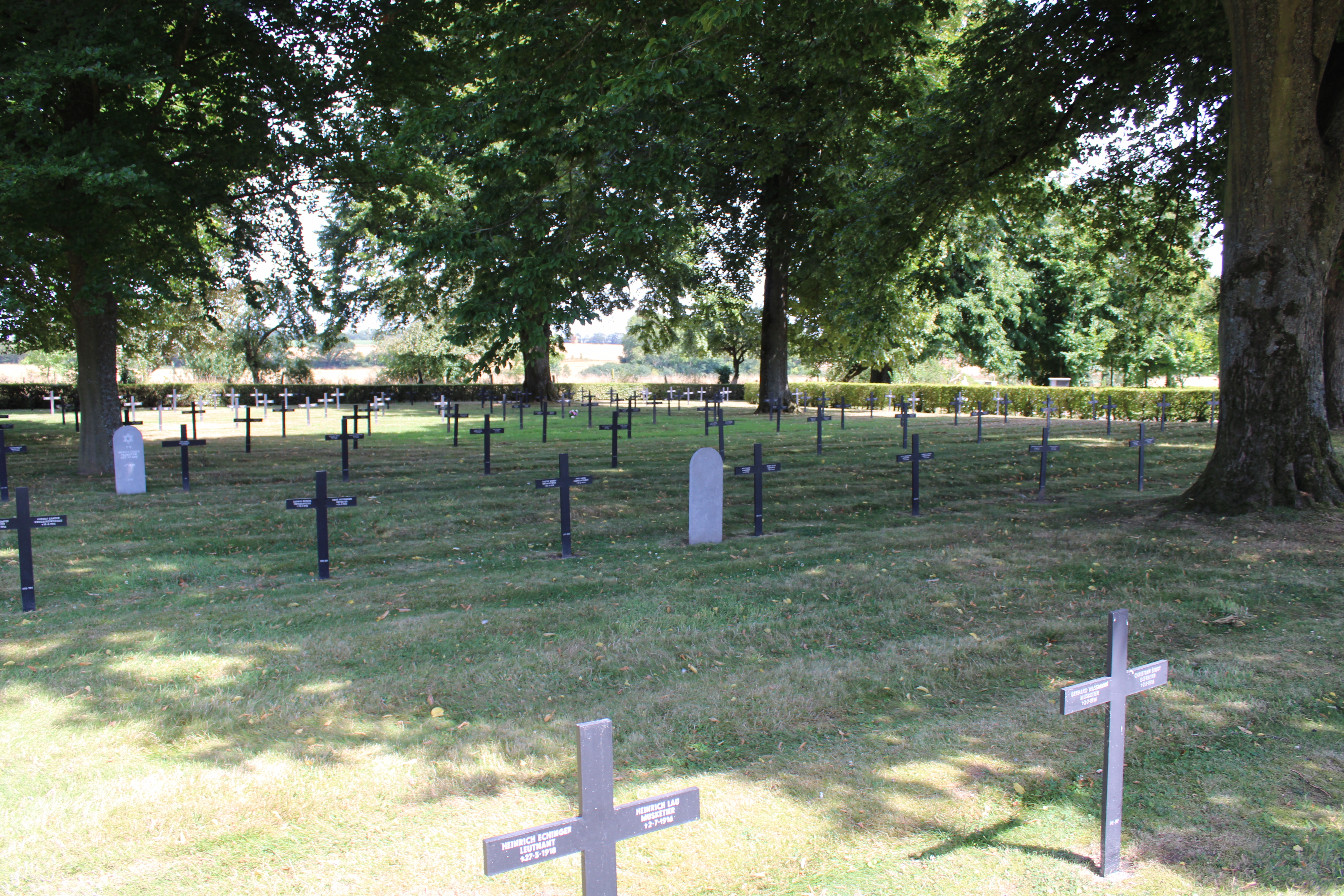
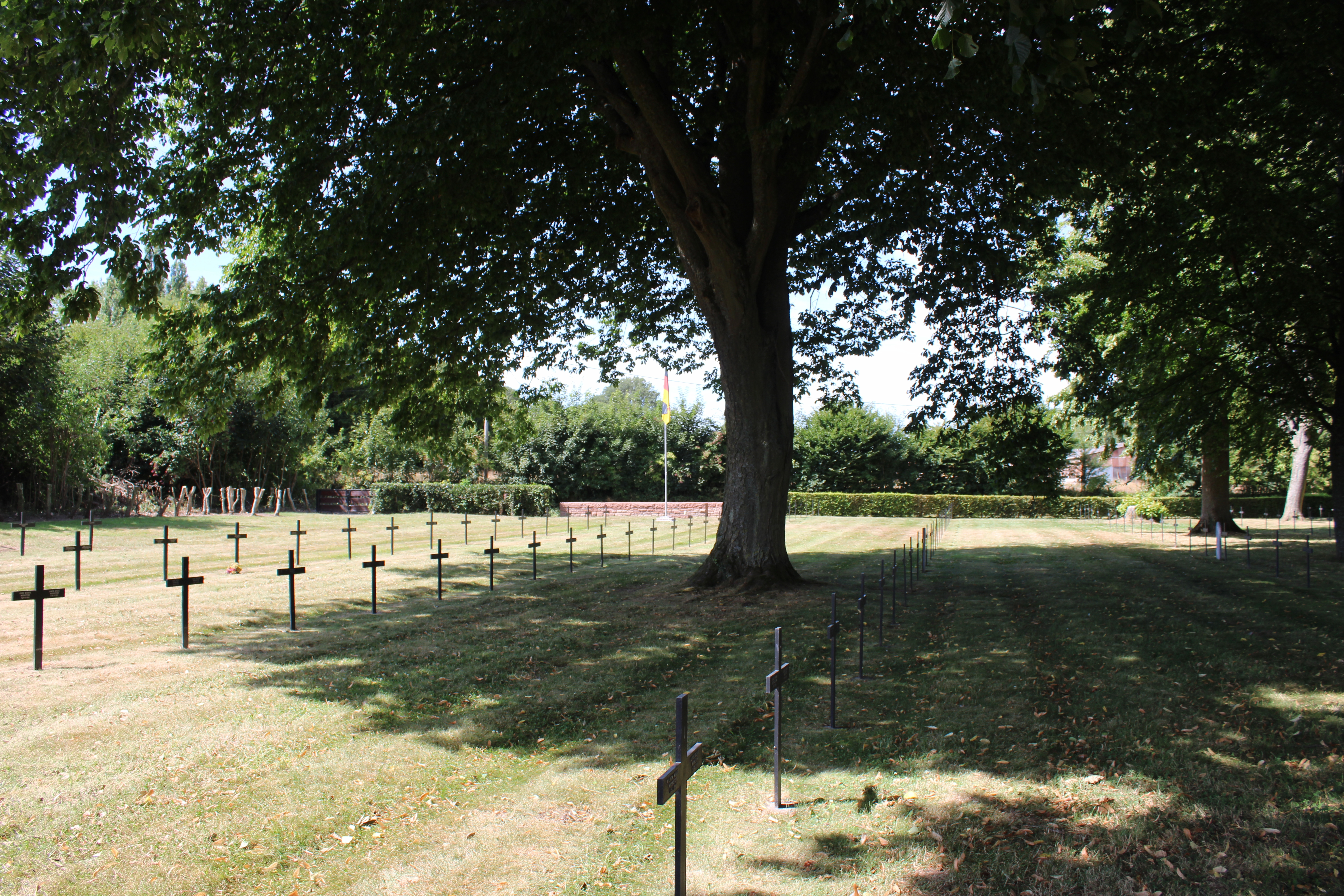
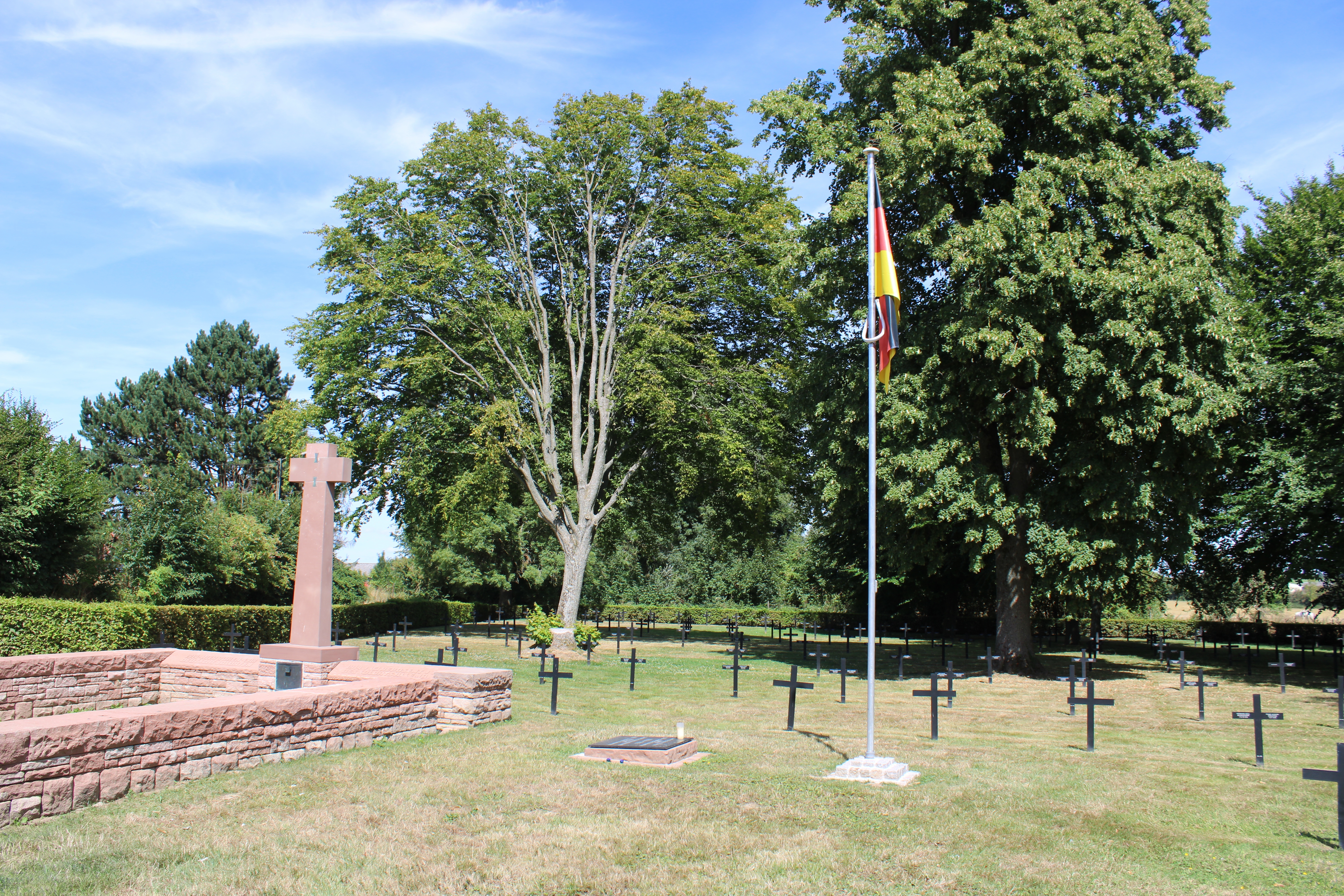
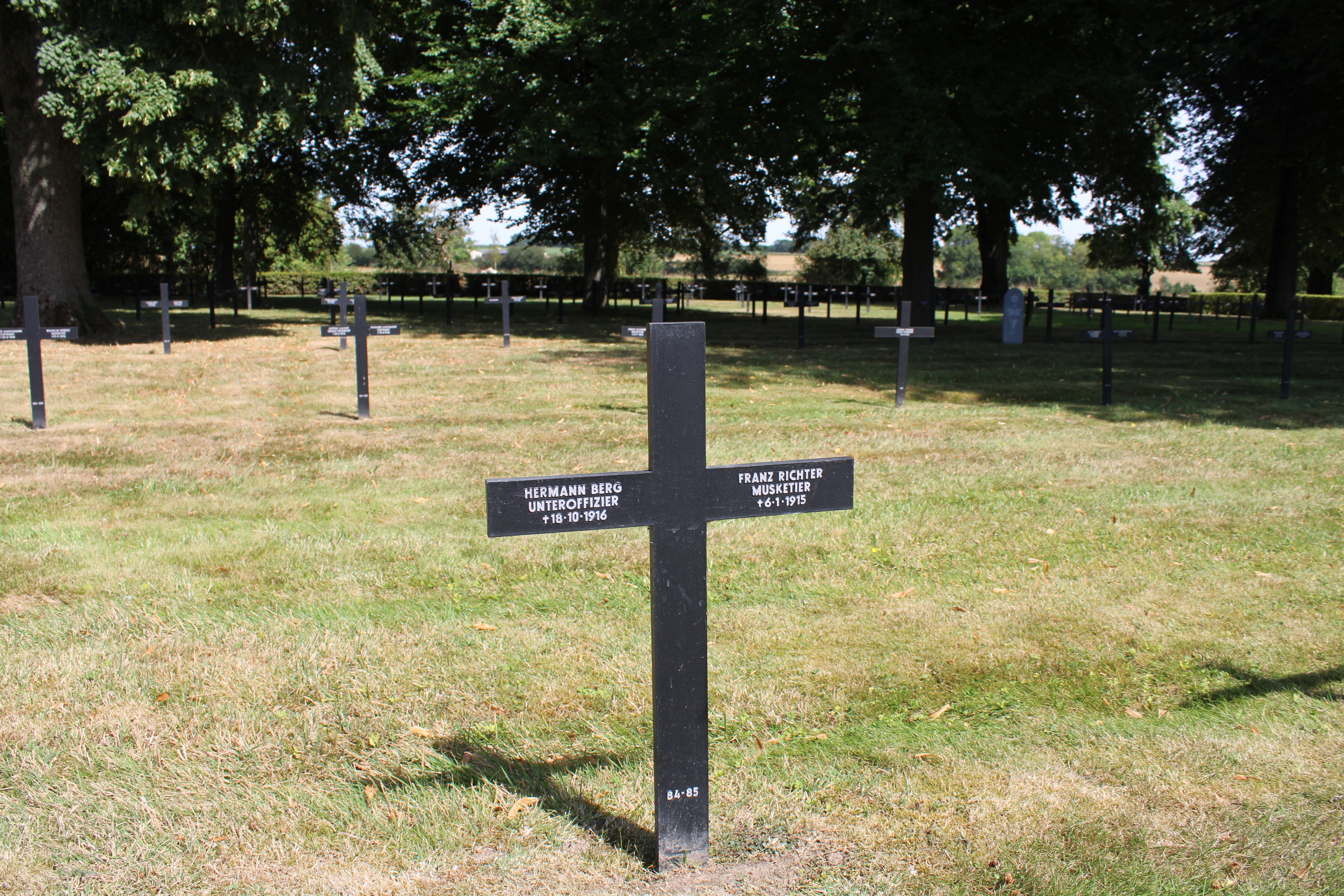
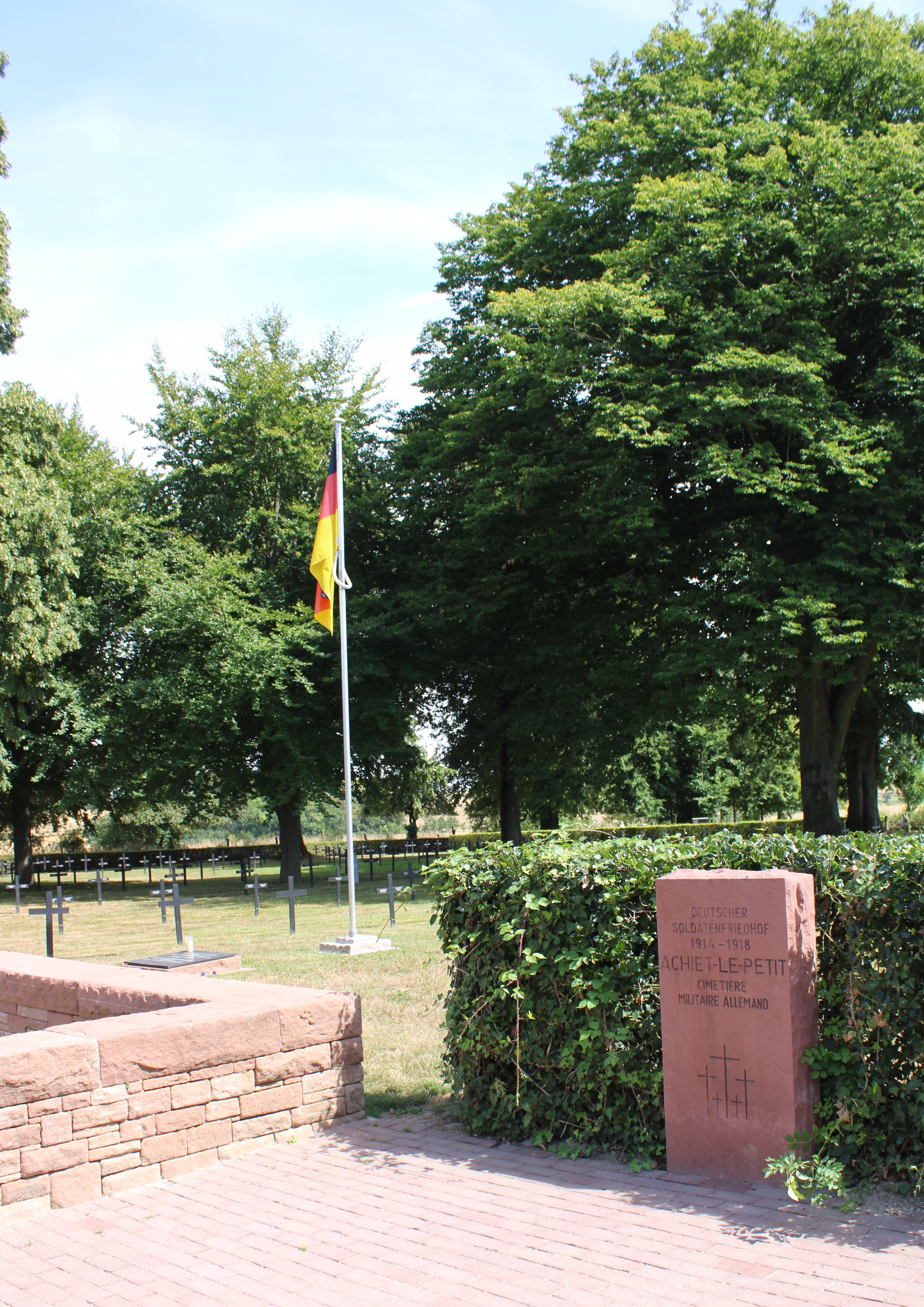

## Sépultures
| Pays      | Sépultures |
| --------- | ---------- |
| Allemagne | 1 314      |

## Pour approfondir